# Fútbol masculino en los Juegos Asiáticos de 2018
El fútbol fue una de las disciplinas en la que se disputó medallas en los Juegos Asiáticos de 2018 realizados en Yakarta y Palembang, Indonesia.
Participaron 25 seleccionados de los 45 países que integraron los Juegos. El torneo se disputó con selecciones sub-23.

## Sedes
| Ciudad   | Estadio               | Capacidad |
| -------- | --------------------- | --------- |
| Soreang  | Estadio Jalak Harupat | 27.000    |
| Cibinong | Estadio Pakansari     | 30.000    |
| Bekasi   | Estadio Patriota      | 30.000    |
| Cikarang | Estadio Wibawa Mukti  | 28.778    |

## Equipos participantes
| Equipos participantes | Equipos participantes | Equipos participantes  | Equipos participantes |
| --------------------- | --------------------- | ---------------------- | --------------------- |
| Arabia Saudita        | Bangladés             | Baréin                 |                       |
| Birmania              | China                 | China Taipéi           |                       |
| Corea del Norte       | Corea del Sur         | Emiratos Árabes Unidos |                       |
| Hong Kong             | Indonesia             | Irán                   |                       |
| Japón                 | Kirguistán            | Laos                   |                       |
| Malasia               | Nepal                 | Catar                  |                       |
| Siria                 | Tailandia             | Timor Oriental         |                       |
| Uzbekistán            | Vietnam               | Pakistán               |                       |
| Palestina             |                       |                        |                       |

## Fase de grupos

### Grupo A
| Equipo       | PJ | PG | PE | PP | GF | GC | Dif. | Pts |
| ------------ | -- | -- | -- | -- | -- | -- | ---- | --- |
| Indonesia    | 4  | 3  | 0  | 1  | 11 | 3  | +8   | 9   |
| Palestina    | 4  | 2  | 2  | 0  | 5  | 3  | +2   | 8   |
| Hong Kong    | 4  | 2  | 1  | 1  | 9  | 5  | +4   | 7   |
| Laos         | 4  | 1  | 0  | 3  | 4  | 8  | −4   | 3   |
| China Taipéi | 4  | 0  | 1  | 3  | 0  | 10 | −10  | 1   |

### Grupo B
| Equipo     | PJ | PG | PE | PP | GF | GC | Dif. | Pts |
| ---------- | -- | -- | -- | -- | -- | -- | ---- | --- |
| Uzbekistán | 3  | 3  | 0  | 0  | 10 | 0  | +10  | 9   |
| Bangladés  | 3  | 1  | 1  | 1  | 2  | 4  | −2   | 4   |
| Tailandia  | 3  | 0  | 2  | 1  | 2  | 3  | −1   | 2   |
| Catar      | 3  | 0  | 1  | 2  | 1  | 8  | −7   | 1   |

### Grupo C
| Equipo                 | PJ | PG | PE | PP | GF | GC | Dif. | Pts |
| ---------------------- | -- | -- | -- | -- | -- | -- | ---- | --- |
| China                  | 3  | 3  | 0  | 0  | 11 | 1  | +10  | 9   |
| Siria                  | 3  | 2  | 0  | 1  | 6  | 5  | +1   | 6   |
| Emiratos Árabes Unidos | 3  | 1  | 0  | 2  | 5  | 4  | +1   | 3   |
| Timor Oriental         | 3  | 0  | 0  | 3  | 3  | 15 | −12  | 0   |

### Grupo D
| Equipo   | PJ | PG | PE | PP | GF | GC | Dif. | Pts |
| -------- | -- | -- | -- | -- | -- | -- | ---- | --- |
| Vietnam  | 3  | 3  | 0  | 0  | 6  | 0  | +6   | 9   |
| Japón    | 3  | 2  | 0  | 1  | 5  | 1  | +4   | 6   |
| Pakistán | 3  | 1  | 0  | 2  | 2  | 8  | −6   | 3   |
| Nepal    | 3  | 0  | 0  | 3  | 1  | 5  | −4   | 0   |

### Grupo E
| Equipo        | PJ | PG | PE | PP | GF | GC | Dif. | Pts |
| ------------- | -- | -- | -- | -- | -- | -- | ---- | --- |
| Malasia       | 3  | 2  | 0  | 1  | 7  | 5  | +2   | 6   |
| Corea del Sur | 3  | 2  | 0  | 1  | 8  | 2  | +6   | 6   |
| Baréin        | 3  | 1  | 1  | 1  | 5  | 10 | −5   | 4   |
| Kirguistán    | 3  | 0  | 1  | 2  | 3  | 6  | −3   | 1   |

### Grupo F
| Equipo          | PJ | PG | PE | PP | GF | atup | aifos | Pts |
| --------------- | -- | -- | -- | -- | -- | ---- | ----- | --- |
| Irán            | 3  | 1  | 1  | 1  | 3  | 2    | +1    | 4   |
| Corea del Norte | 3  | 1  | 1  | 1  | 4  | 4    | 0     | 4   |
| Arabia Saudita  | 3  | 1  | 1  | 1  | 3  | 3    | 0     | 4   |
| Birmania        | 3  | 1  | 1  | 1  | 3  | 4    | −1    | 4   |

### Clasificación de terceros colocados
| Pos. | Grupo | Equipo                 | PJ | PG | PE | PP | GF | GC | DG | Pts. |
| ---- | ----- | ---------------------- | -- | -- | -- | -- | -- | -- | -- | ---- |
| 1    | A     | Hong Kong              | 3  | 1  | 1  | 1  | 5  | 5  | 0  | 4    |
| 2    | F     | Arabia Saudita         | 3  | 1  | 1  | 1  | 3  | 3  | 0  | 4    |
| 3    | E     | Baréin                 | 3  | 1  | 1  | 1  | 5  | 10 | −5 | 4    |
| 4    | C     | Emiratos Árabes Unidos | 3  | 1  | 0  | 2  | 5  | 4  | +1 | 3    |
| 5    | D     | Pakistán               | 3  | 1  | 0  | 2  | 2  | 8  | −6 | 3    |
| 6    | B     | Tailandia              | 3  | 0  | 2  | 1  | 2  | 3  | −1 | 2    |

- Para garantizar la igualdad al comparar el tercer colocado de todos los grupos, se ignoró el resultado del partido contra el equipo ubicado en el quinto lugar del Grupo A debido a que los otros grupos solo tienen cuatro equipos.

## Fase final

### Octavos de final
| 23 de agosto de 2018 | Palestina | 0-1     | Siria      | Estadio Patriota, Bekasi |                        |
| 16:00                |           | Reporte | Ashkar 73' | Árbitro(s): Ali Shaban   | Árbitro(s): Ali Shaban |

| 23 de agosto de 2018 | Uzbekistán                               | 3-0     | Hong Kong | Estadio Wibawa Mukti, Cikarang |                                |
| 16:00                | Alibaev 27' · Sidikov 60' · Urinboev 65' | Reporte |           | Árbitro(s): Sultan Al-Marzooqi | Árbitro(s): Sultan Al-Marzooqi |

| 23 de agosto de 2018 | Vietnam    | 1-0     | Baréin | Estadio Patriota, Bekasi |                       |
| 19:30                | Phượng 88' | Reporte |        | Árbitro(s): Zhang Lei    | Árbitro(s): Zhang Lei |

| 23 de agosto de 2018 | Irán | 0-2     | Corea del Sur                       | Estadio Wibawa Mukti, Cikarang   |                                  |
| 19:30                |      | Reporte | Hwang Ui-jo 40' · Lee Seung-woo 55' | Árbitro(s): Ahmad Yacoub Ibrahim | Árbitro(s): Ahmad Yacoub Ibrahim |

| 24 de agosto de 2018 | China                                                   | 3-4     | Arabia Saudita                        | Estadio Patriota, Bekasi |                          |
| 16:00                | Yao Junsheng 80' · Huang Zichang 88' · Wei Shihao 90+5' | Reporte | Camara 16', 33', 60' · Al-Selouli 29' | Árbitro(s): Kim Dae-yong | Árbitro(s): Kim Dae-yong |

| 24 de agosto de 2018 | Indonesia                                            | 2-2 (t. s.)(3-4 p.)        | Emiratos Árabes Unidos                               | Estadio Wibawa Mukti, Cikarang |                         |
| 16:00                | Gonçalves 52' · Lilipaly 90+5'                       | Reporte                    | Al-Ameri 20', 65'                                    | Árbitro(s): Shaun Evans        | Árbitro(s): Shaun Evans |
|                      |                                                      | Tiros desde el punto penal |                                                      |                                |                         |
|                      | Lilipaly · Septian · Gonçalves · Ramdani · Hargianto |                            | Al-Hashmi · Al-Ameri · Al-Dhanhani · Al-Alawi · Omar |                                |                         |

| 24 de agosto de 2018 | Malasia | 0-1     | Japón           | Estadio Patriota, Bekasi  |                           |
| 19:30                |         | Reporte | Ueda 89' (pen.) | Árbitro(s): Bijan Heidari | Árbitro(s): Bijan Heidari |

| 24 de agosto de 2018 | Bangladés   | 1-3     | Corea del Norte                                         | Estadio Wibawa Mukti, Cikarang |                            |
| 19:30                | Uddin 90+1' | Reporte | Kim Yu-song 13' · Han Yong-thae 38' · Kang Kuk-chol 69' | Árbitro(s): Ammar Mahfoodh     | Árbitro(s): Ammar Mahfoodh |

### Cuartos de final
| 27 de agosto de 2018 | Uzbekistán                        | 3-4 (t. s.) | Corea del Sur                                         | Estadio Patriota, Bekasi      |                               |
| 16:00                | Masharipov 17' · Alibaev 53', 55' | Reporte     | Hwang Ui-jo 4', 34', 75' · Hwang Hee-chan 118' (pen.) | Árbitro(s): Mohammed Al-Hoish | Árbitro(s): Mohammed Al-Hoish |

| 27 de agosto de 2018 | Arabia Saudita    | 1-2     | Japón            | Estadio Pakansari, Cibinong |                             |
| 16:00                | Tatsuta 39' (a.g) | Reporte | Iwasaki 31', 73' | Árbitro(s): Timur Faizullin | Árbitro(s): Timur Faizullin |

| 27 de agosto de 2018 | Siria | 0-1 (t. s.) | Vietnam   | Estadio Patriota, Bekasi  |                           |
| 19:30                |       | Reporte     | Toàn 108' | Árbitro(s): Bijan Heidari | Árbitro(s): Bijan Heidari |

| 27 de agosto de 2018 | Emiratos Árabes Unidos                             | 1-1 (5-3 p.)               | Corea del Norte                                         | Estadio Pakansari, Cibinong |                         |
| 19:30                | Al-Yahyaee 67'                                     | Reporte                    | Kim Yu-song 63'                                         | Árbitro(s): Aziz Asimov     | Árbitro(s): Aziz Asimov |
|                      |                                                    | Tiros desde el punto penal |                                                         |                             |                         |
|                      | Al-Attas · Z. Al-Ameri · Ibrahim · Omar · Mohammed |                            | Kim Yu-song · Jang Kuk-chol · Ri Un-chol · So Jong-hyok |                             |                         |

### Semifinales
| 29 de agosto de 2018 | Vietnam   | 1-3     | Corea del Sur                           | Estadio Pakansari, Cibinong  |                              |
| 16:00                | Vương 70' | Reporte | Lee Seung-woo 7', 55' · Hwang Ui-jo 28' | Árbitro(s): Masoud Tufaylieh | Árbitro(s): Masoud Tufaylieh |

| 29 de agosto de 2018 | Japón    | 1-0     | Emiratos Árabes Unidos | Estadio Pakansari, Cibinong |                          |
| 19:30                | Ueda 78' | Reporte |                        | Árbitro(s): Yu Ming-hsun    | Árbitro(s): Yu Ming-hsun |

### Disputa por el bronce
| 1 de septiembre de 2018 | Vietnam                               | 1-1 (3-4 p.)               | Emiratos Árabes Unidos                    | Estadio Pakansari, Cibinong |                          |
| 15:00                   | Quyết 27'                             | Reporte                    | Al-Attas 17'                              | Árbitro(s): Kim Dae-yong    | Árbitro(s): Kim Dae-yong |
|                         |                                       | Tiros desde el punto penal |                                           |                             |                          |
|                         | Thanh · Hải · Chinh · Văn Đức · Vương |                            | Al-Attas · Z. Al-Ameri · Ibrahim · Suroor |                             |                          |

### Disputa por el oro
| 1 de septiembre de 2018 | Corea del Sur                           | 2-1 (t. s.) | Japón     | Estadio Pakansari, Cibinong |                         |
| 18:30                   | Lee Seung-woo 93' · Hwang Hee-chan 101' | Reporte     | Ueda 115' | Árbitro(s): Aziz Asimov     | Árbitro(s): Aziz Asimov |

## Medallero
| Evento    | Oro           | Plata | Bronce                 |
| --------- | ------------- | ----- | ---------------------- |
| Masculino | Corea del Sur | Japón | Emiratos Árabes Unidos |

## Goleadores
| 9 goles - Hwang Ui-jo | 5 goles - Ikromjon Alibaev |